# Árvay Gergely
Árvay Gergely (Vajta, 1790. november 4. – Buda, 1871. július 7.) piarista, később premontrei szerzetes, kanonok, a Magyar Tudományos Akadémia levelező tagja.

## Élete
Középiskolai tanulmányait elvégezve, a piarista rendbe lépett 1806. szeptember 26-án Kecskeméten. Az előkészítő év után Kőszegre küldték tanárnak, ahol az 1807–1808-as tanévtől kezdve három éven át működött. 1810-ben Sátoraljaújhelyen tanárkodott. Ekkor a tanév végeztével Csornán átlépett a premontrei rendbe; itt újra egy előkészítő évet töltött el, s azután a bölcseleti osztályokat Szombathelyen, a hittudományiakat pedig a központi papnevelő intézetben Pesten végezte.
1816-tól, miután áldozópappá avatták, előbb mint türjei lelkész, majd pedig Csornán mint prépostsági titkár kapott alkalmazást. Utóbb 1823-tól tíz éven át részint Keszthelyen, részint Szombathelyen mint költészettanár, majd újabb tíz éven át mint a szombathelyi gimnázium igazgatója szolgált,  mígnem 1843-ban a prépostság jánoshidai s később csornai birtokainak kormányzására rendelték, ezáltal 13 évet töltött a mezőgazdaság terén is. Ezután nyugalomba vonult Csornára, ahol még ellátta a könyvtárosi feladatokat. 
1834-ben választották a Magyar Tudományos Akadémia levelező tagjává (1841 után a Magyar Tudományos Akadémia munkájában nem vett részt.) Szvorényi József tartott felette emlékbeszédet a Magyar Tudományos Akadémia 1872. március 26-ai ülésén.

## Munkái
1. Honoribus… Pauli Gyöngyösy ord. canon. reg. praemonstratensium praelati… Sabariae, 1820
2. Nők iskolája. Vígjáték öt felvonásban, Molière után magyarosítva. Pest, 1833 (Külföldi Játékszín. Kiadja a m. t. társaság II. kötet.)
3. Tancred. Szomorújáték öt felvonásban, Voltaire után fordítva. Buda, 1834 (Külf. Játékszin VI.)
4. Carmen honoribus cels Josephi Kopácsy, archiepiscopi Strigoniensis. Ginsii, 1839
5. Corneille Cidjének műfordítása kéziratban maradt

## Emlékezete
- Szvorényi József: Emlékbeszéd Árvay Gergely Magy. Akad. tag felett